# Universidade de Ohio
A Universidade de Ohio (em inglês, Ohio University) é uma universidade pública estadunidense do estado de Ohio. Foi fundada em 1804, e está situada na cidade de Athens.
É a mais antiga universidade pública do estado de Ohio. Possui 200 prédios em uma área com cerca de sete milhões de metros quadrados. Oferece cursos de graduação, mestrado e doutorado.